# Achille Papapetrou
Achille Papapetrou (auch Achilles Nikolau Papapetrou, griechisch Αχιλλέας Παπαπέτρου Achilleas Papapetrou, * 2. Februar 1907 in Serres, Griechenland; † 12. August 1997 in Paris) war ein griechisch-französischer theoretischer Physiker, der sich insbesondere mit Allgemeiner Relativitätstheorie (ART) beschäftigte.

## Leben
Papapetrou war der Sohn eines Schullehrers. Während des Ersten Weltkriegs wurde die Familie vorübergehend aus Serres im Norden Griechenlands durch die Türken vertrieben, kehrte aber zurück. Papapetrou studierte ab 1925 am Polytechnikum in Athen Elektrotechnik und Maschinenbau und schloss das Studium mit dem Diplom 1930 ab. Noch als Student wurde er gleichzeitig Assistent in der mathematischen Fakultät, was er auch nebenberuflich blieb, als er als Ingenieur zu arbeiten begann. Er veröffentlichte Arbeiten über Festkörperphysik und ging 1934 mit einem Stipendium zu Paul Ewald an die Technische Hochschule Stuttgart. Dort traf er Helmut Hönl; aus ihrer Zusammenarbeit entwickelte sich sein Interesse für die Relativitätstheorie. 1935 wurde er an der TH Stuttgart promoviert (Untersuchung über dendritisches Wachstum von Kristallen) und war dann Assistent in Elektrotechnik in Athen. 1940 bis 1946 war er Physik-Professor am Polytechnikum in Athen, wo er Seminare über die Relativitätstheorie hielt und er arbeitete während der deutschen Besatzung in relativer Isolation. 1946 ging er ans Institute for Advanced Study in Dublin zu Erwin Schrödinger, der an einheitlichen Feldtheorien arbeitete und mit dem Papapetrou veröffentlichte. Ab 1948 war er an der Universität Manchester, wo er Kollege von Léon Rosenfeld war und über die Bewegungsgleichungen der ART arbeitete sowie über die Bewegungsgleichungen von Teilchen mit Spin in der ART. 1952 bis 1961 war er als Wissenschaftler am Forschungsinstitut für Mathematik der Deutschen Akademie der Wissenschaften in Ostberlin und ab 1957 Professor an der Humboldt-Universität Berlin, wo unter anderem Georg Dautcourt und Hans-Jürgen Treder seine Schüler waren. Ab 1962 war er am Institut Henri Poincaré (IHP) in Paris, wo er schon 1960/61 Gastwissenschaftler war und wo schon eine starke Gruppe von Relativitätstheoretikern mit André Lichnerowicz und Yvonne Choquet-Bruhat bestand. Gleichzeitig war er Forschungsdirektor des CNRS. 1975 wurde er Direktor des Labors für theoretische Physik des IHP und 1977 ging er (formal) in den Ruhestand, blieb aber weiter wissenschaftlich aktiv. Er war unter anderem Gastwissenschaftler in Princeton (1964/65), Wien (1970/71), Boston University (1972)
Er nahm später die französische Staatsbürgerschaft an.
Nach ihm sind Papapetrou–Dixon Gleichungen, Majumdar-Papapetrou Lösungen der Einsteinschen Feldgleichungen und Weyl-Lewis-Papapetrou Koordinaten benannt. Er befasste sich mit exakten Lösungen der Einsteinschen Feldgleichungen und suchte lange nach einer Lösung für rotierende Massen, die aber erst Roy Kerr fand. Papapetrou war der erste, der Kerrs Durchbruch auf dem Texas Symposium über relativistische Astrophysik 1963 begrüßte.
Seit 1971 gehörte er zu den Organisationskomitees der internationalen Konferenzen über ART (General Relativity and Gravitation, GRG).
Zu seinen Doktoranden zählt Rodolfo Gambini.

## Schriften
- Spezielle Relativitätstheorie, 1955, 5. Auflage, Deutscher Verlag der Wissenschaften, Berlin 1975